# جسر مانهاتن
جسر مانهاتن هو جسر معلق في مدينة نيويورك فوق نهر East River، الذي يربط بين النهاية السفلى لجزيرة مانهاتن بحي بروكلين. افتتح الجسر للعامة في 31 ديسمبر 1909، في حين أن بناؤها، الذي كلف 31 مليون دولار آنذاك، لم يستكمل بعد. تم الانتهاء من ذلك تماما في عام 1912.
الجسر لديه مستويين (2) للحركة. بالطابق العلوي أربعة خطوط للمركبات، اثنان في كل اتجاه. في الطابق السفلي، وهناك ثلاثة مسارات للمركبات وأربع مسارات لمترو الأنفاق إضافة لمسار للمشاة. في هذا المستوى، يمكن تعديل اتجاه التدفق وفقا لمتطلبات حركة المرور: ثلاثة مسارات في الاتجاه نفسه، أو مسرين في اتجاه مقابل مسار في اتجاه معاكس.
توقفت حركة مرور المترو عدة مرات على جسر مانهاتن منذ عام 1984. فهو يسمح بالمرور لخطين مختلفين (2X2)، والمعروف تحت اسم «مسارات الشمال» « North tracks » و «مسارات الجنوب» « South tracks ». يرجع ذلك أساسا إلى تصميم الجسر، والذي لا يناسب النقل عبر السكك الحديدية. فمرور القطارات يسبب تذبذبات تضر المسارات. تم إغلاق هذا الجزء من خط الجنوب بين عامي 1990 و2001، وجزء خط الشمال بين عامي 2001 و2004.

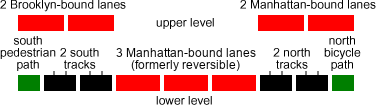
مقطع للجسر يظهر مسارات النقل

## الخصائص
- المدى الرئيسي: 448 م
- الطول الإجمالي: 2090 م
- طول الدعامات: 102 م
- قطر الحبال: 53.975 سم
- الارتفاع فوق الماء: 41.1 م
- عدد الحبال: 4

## معرض صور

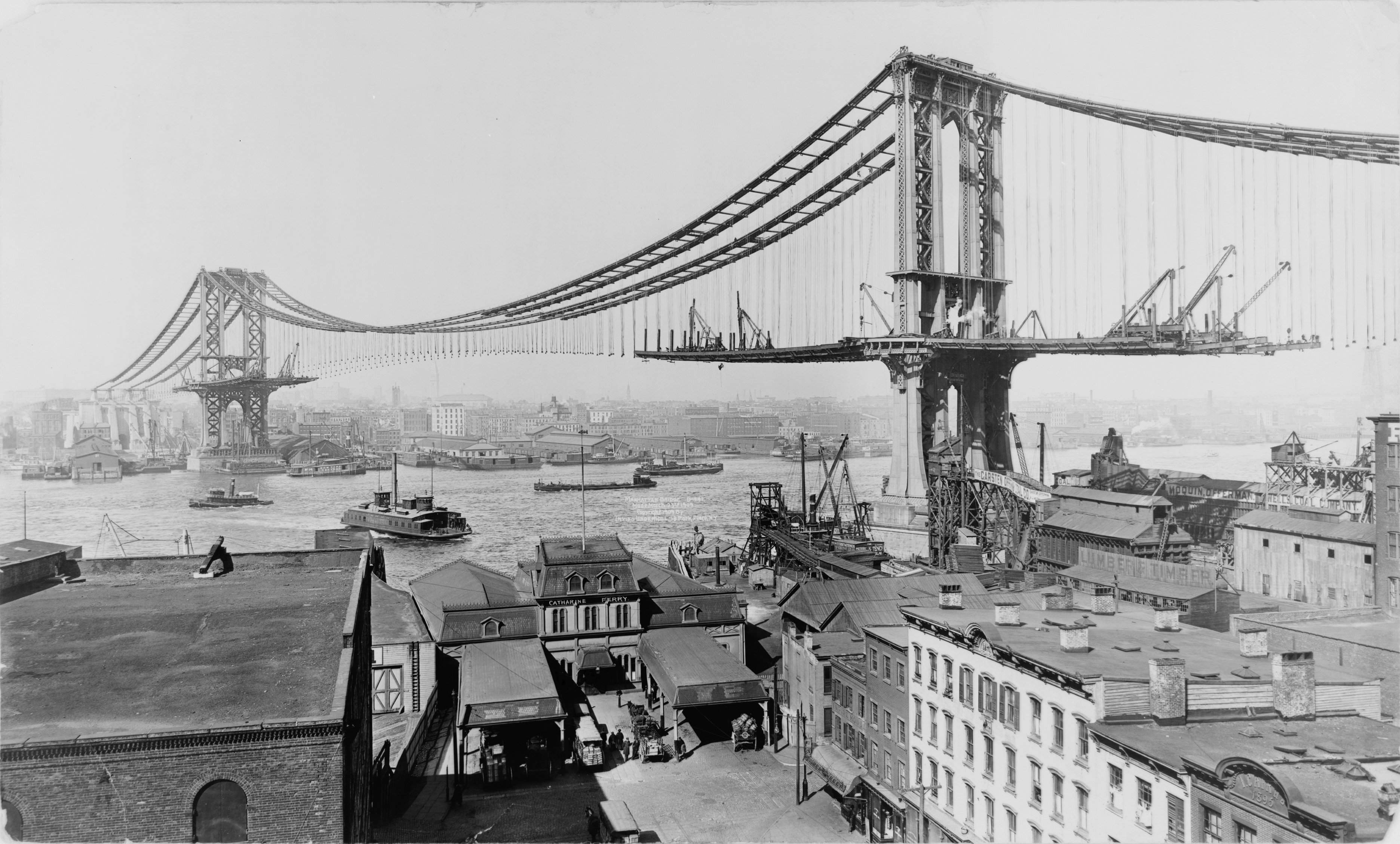
جسر مانهاتن أثناء إنشاءه في مارس 1909
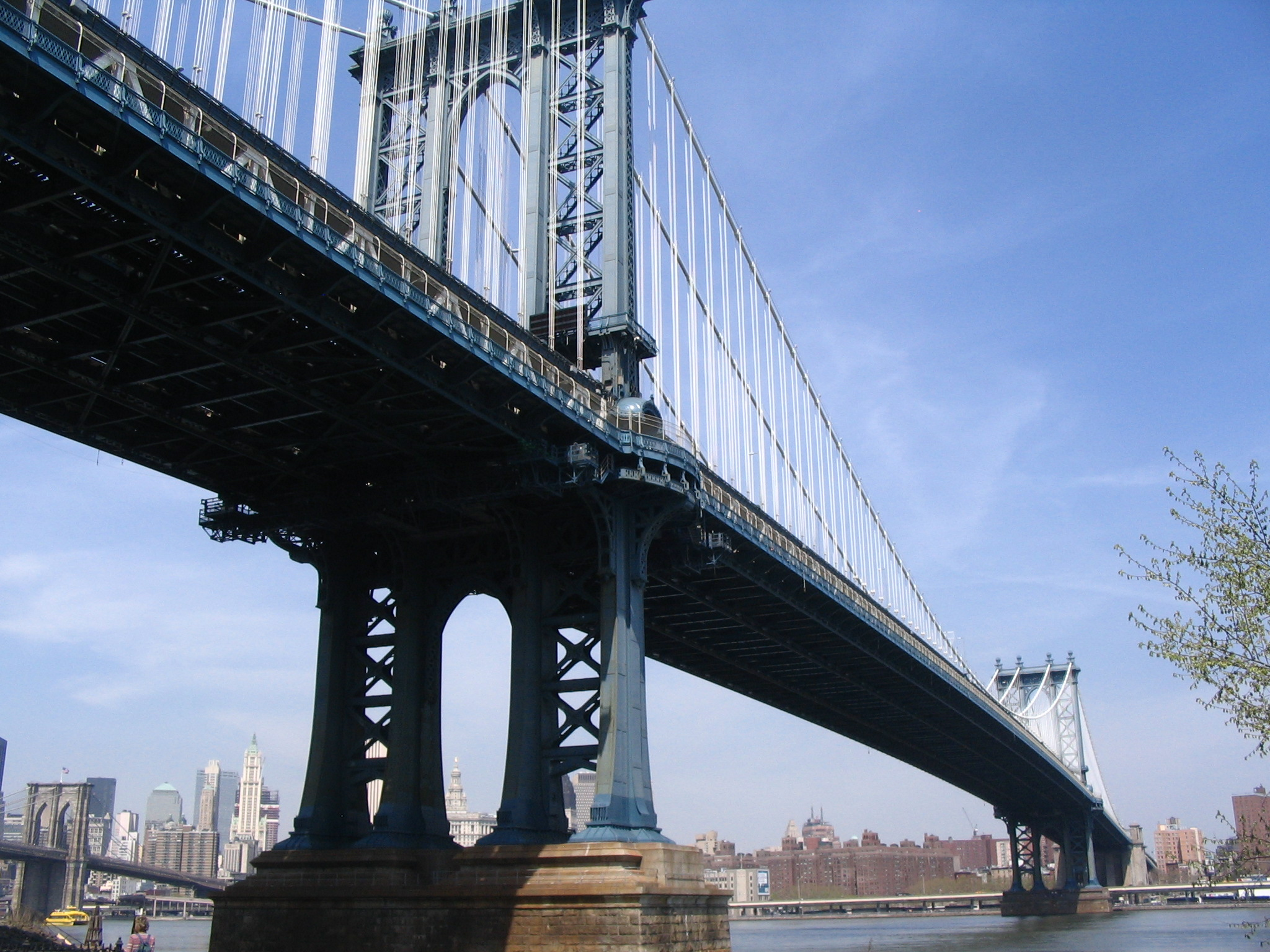
منظر للجسر من منتزه Fulton Fish Market في بروكلين
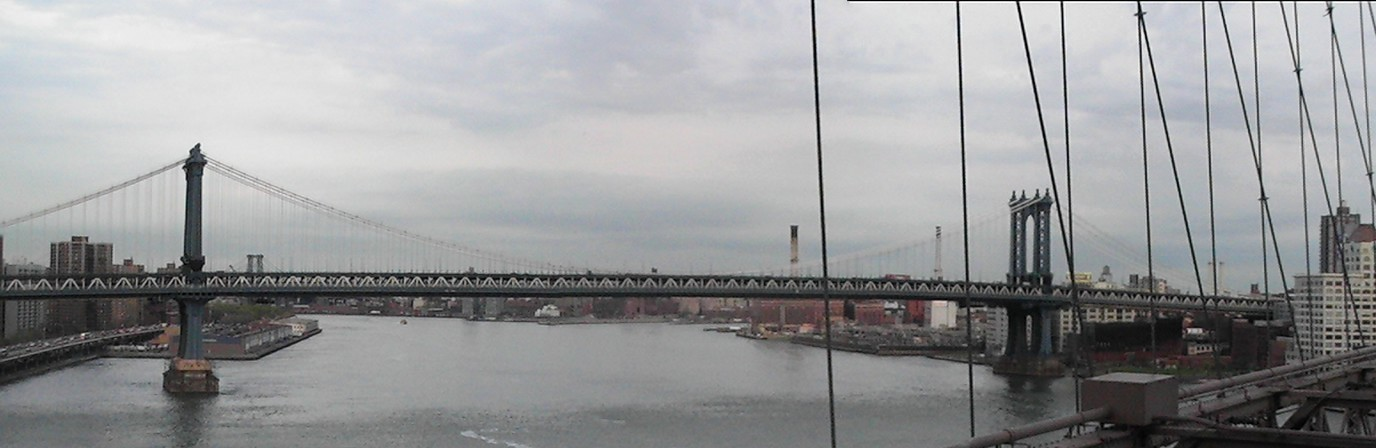
منظر للجسر من جسر بروكلين